# Митов, Тодор
То́дор Зафи́ров Ми́тов (19 сентября 1865, Самоков — 1951) — болгарский военный деятель, генерал-майор (1912).

## Биография
Родился в Самокове. В 1885 году окончил Военное училище в Софии, 30 августа того же года произведен в чин подпоручика. В 1896 году также окончил Академию Генштаба в Бельгии.
Во время Сербско-болгарской войны 1885 года командовал 4-й ротой 2-го Струмского пехотного полка и Радомирской ополченческой дружиной. Участвовал в боях при Брезнике и Пироте.
С 1899 года — старший адъютант 1-й Софийской пехотной дивизии, потом начальник штаба 1-й бригады 2-й Тракийской пехотной дивизии и начальник штаба 3-й пехотной дивизии (с 1906 года). 15 октября 1908 года произведен в полковники. Исполнял обязанности командира 9-го Пловдивского пехотного полка (1909), начальник Военного училища (1911).
Во время Первой балканской войны командовал 1-й бригадой 7-й Рилской пехотной дивизии и участвовал в Битве при Булаире. Во время Второй балканской войны принимал участие в битвах с сербами при Кочани, Струмице и Калиманци.
В перерывах между войнами Митов командовал 1-й бригадой 6-й Бдинской пехотной дивизии (1914), руководил Отделом военных учебных заведений (1915).
После вступления Болгарии в Первую мировую войну был назначен командиром 8-й Тунджанской пехотной дивизии в составе 1-й Болгарской армии, воевал на Салоникском (Македонском) фронте, участвовал в сражениях при Скопье, Битоле, Охриде, а также в битве на р. Черна.
В 1916 году был отправлен в запас. Умер в 1951 году.

## Награды
- Военный орден «За храбрость» II степени
- Орден «Святой Александр» IV степени с мечами
- Орден «За военные заслуги»